# Евровокзал
Евровокзал — проект железнодорожного вокзала на территории «Большого Сити», спроектированный в конце 1990-х годов. По задумке Евровокзал должен был стать конечной станцией для скоростных поездов европейского направления, скоростного рельсового транспорта из аэропортов «Шереметьево» и «Домодедово». Строительство планировалось в 2006—2015 годах, но на 2017 год не началось.

## История
Евровокзал был задуман Юрием Лужковым как часть «мегапроекта» Московского международного делового центра. Разработка принципиальной схемы вокзала началась в 1997 году, на следующий год он был включён в Генеральный план развития города Москвы до 2020 года. По первоначальной задумке, на Евровокзал планировалось направить скоростные поезда европейского направления (например, следующие из Парижа), скоростные поезда внутреннего сообщения (например, из Нижнего Новгорода), скоростной рельсовый транспорт из аэропортов «Шереметьево» и «Домодедово». Предполагалось, что вокзал будет дополнять новый деловой район, и европейские бизнесмены будут прибывать непосредственно в ММДЦ.
Связь проектируемого вокзала с центром Москвы должна была обеспечить диаметральная линия мини-метро от станции «Киевская» на площади Киевского Вокзала через станции «Дорогомиловская» (отменена) и «Международная» (построена как «Деловой центр») в Центральном ядре ММДЦ до станции «Евровокзал».

## Проект
Летом 1997 года Комитет по архитектуре и градостроительству совместно с Союзом архитекторов Москвы объявил закрытый конкурс на архитектурно-проектировочное решение территории площадью 205 гектаров в пойме Москвы-реки к северо-западу от ММДЦ с размещением здания Евровокзала в районе платформы «Тестовская» в треугольнике, образованном линией Белорусского направления Московской железной дороги, Малым кольцом Московской железной дороги и Шмитовским проездом. От участников требовалось разработать планировочное и объёмно-пространственное решение территории, детализацию транспортных систем и коммуникаций и предложить архитектурный проект комплекса Евровокзала.
В конкурсе приняли участие ЦНИИП градостроительства, МАрхИ, МНИИПОКОСиЗ, «Бюро Платонов» совместно с отделением научно-исследовательских работ ГипроНИИРАН, мастерская Александра Асадова, НИиПИ Генплана Москвы, РААСН, МААМ и Мосгипротранс. Конкурс выиграл проект коллектива ЦНИИП Градостроительства под руководством Павла Давыденко, над которым работали архитекторы Г. А. Петров (главный архитектор), С. Е. Матвеева , К. Б. Маркус и С. К. Регамэ; инженеры Б. В. Черпанов (главный инженер по транспорту) и Л. В. Шилкова, экономист Г. В. Жегалина, а также З. В. Азаренкова и Е. С. Салаткина. Впоследствии проект-победитель был также удостоен медали Российской академии архитектуры и строительных наук.
Проект ЦНИИП Градостроительства выстраивал комплекс Евровокзала, гостинично-жилых и торговых зданий, медицинских и спортивных сооружений вокруг круглой общественной площади, выходящей на ММДЦ. Здание вокзала было решено как, что пассажирский зал был расположен перпендикулярно платформам. В проекте вокзал имел 4 уровня и включал платформы скоростного рельсового транспорта, станцию малого кольца МЖД, две станции метрополитена и мини-метро и был связан с платформой «Тестовская» подземными пешеходными переходами. При сохранении трассы Шмитовского проезда, проект предусматривал полную реорганизацию остальной транспортной сети с перенаправлением транзитного транспорта с Третьего транспортного кольца через промышленно-коммунальную зону на Беговую улицу. Все развязки района были решены в 3 уровнях: подземном, наземном и надземном. Жилой квартал по Шелепехинской набережной реконструировался с уплотнением и организацией выхода к Москве-реке, что позволяло переселить жителей в пределах района. Роль архитектурной доминанты в районе отводилась ММДЦ.

### Критика
В 1999 году проект был рассмотрен экспертно-консультативным советом при главном архитекторе Москвы. Архитектурные решения получили высокую оценку, однако целесообразность строительства Евровокзала была поставлена под сомнение. Основными доводами экспертов стала низкая эффективность высокоскоростных магистралей на длительных участках (в окончательном виде трасса связывала бы Париж, Берлин, Варшаву, Минск и Москву с перспективой продления до Нижнего Новгорода и Екатеринбурга с ответвлениями на Санкт-Петербург и Минеральные Воды) и нерациональное расположение (скоростные вокзалы, как правило, строятся при старых вокзалах, размещение Евровокзала было обусловлено только близостью к ММДЦ).